# Paul Miner
Paul Miner (4 dicembre 1976) è un musicista, bassista e produttore discografico statunitense, conosciuto in particolar modo per avere iniziato a suonare con la band hardcore punk Death by Stereo.
Nel 2005, appena prima la pubblicazione del quarto LP dei Death by Stereo Death for Life, lasciò il gruppo per dedicarsi totalmente alla produzione, ingegneria del suono e mixaggio. Già in precedenza aveva prodotto tre pubblicazioni dei Death by Stereo, tra cui il terzo album Into the Valley of Death, durante le registrazioni del quale il chitarrista originario della band, nonché fratello di Paul, Jim Miner, lasciò il gruppo.
Nel 2006, Paul e il fratello si sono ritrovati per una riunione dei Death by Stereo originali e per le registrazioni del quinto album del gruppo, Death Is My Only Friend, pubblicato nel 2009.
Oltre ai Death by Stereo, nello stesso periodo Paul suonava in un gruppo chiamato Kill The Messenger, sotto contratto con l'etichetta Indecision Records.
Negli anni 2000, Paul iniziò a produrre anche i lavori di altre band. Tra i suoi crediti più riconosciuti vi sono lavori per This Moment, The Nerve Agents, New Found Glory, Atreyu, Thrice e Underminded.